# ドゥベサリ県
ドゥベサリ県（ルーマニア語: Raionul Dubăsari、英語: Dubăsari District、ロシア語: Дубоссарский район：ドゥボッサールィ）は、モルドバのラヨンのひとつ。県庁所在地はen:Cocieri。ドニエストル川沿岸に位置し、ウクライナとも国境を接する。また、首都キシナウから近い。
1991年に独立宣言を行った沿ドニエストル共和国が県の半分近くを占領しており、ドゥベサリ県は事実上南北に分断されている。また、県と同名の都市ドゥベサリ（ロシア語名ドゥボッサールィ）は沿ドニエストル共和国が実効支配している。なおドニエストル川と実効支配の境界は一致しておらず、かなり複雑な形になっている。